# Rovnítko

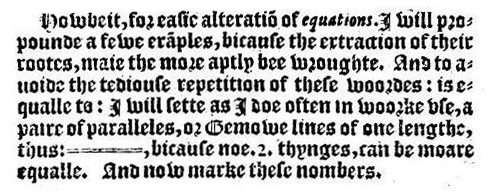
Text Roberta Recorda uvádějící rovnítko

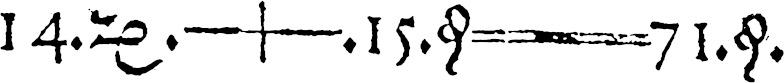
Historicky první rovnice zapsaná moderní notací v knize Roberta Recorda

Rovnítko (=) je matematický symbol značící rovnost dvou objektů. Používá se tam, kde je potřeba vyjádřit rovnost dvou objektů, například v rovnicích. Je obsaženo v sadách znaků Unicode i ASCII, v obou s hexadecimálním kódem 003D.
Symbol byl zaveden Velšanem Robertem Recordem v roce 1557. Český název pro něj začátkem 19. století zavedl učitel matematiky a autor učebnic matematiky Josef Vojtěch Sedláček.
Tento symbol se používá i v chemii k vyjádření dvojné vazby.
Příbuznými znaky jsou
- ≈ vyjadřující aproximaci
- ≠ vyjadřující nerovnost
- ≡ vyjadřující identitu nebo kongruenci
- ≅ vyjadřující izomorfismus

## Rovnítko v programovacích jazycích
V programovacích jazycích se znak „=“ užívá ve dvojím velmi odlišném významu:
1. jako operátor relace čili porovnání v podmínkových výrazech (například „IF X=0 THEN ...“), kde znamená zjištění rovnosti hodnot,
2. v přiřazovacích příkazech, kde znamená dosazení nové hodnoty proměnné před rovnítkem (například „X=X+1“).

Různé jazyky řeší tuto dvojznačnost různě:
- Fortran zapisuje obojí jako = a význam se rozlišuje pouze z kontextu.
- ALGOL a Pascal tím, že pro přiřazení se používá symbol :=, samotné rovnítko označuje porovnání.
- V mnoha dalších jazycích odvozených od C (včetně Javy, C#, Javascriptu atd.) naopak samotné rovnítko označuje přiřazení a porovnávání se zapisuje dvojitým rovnítkem == (případně se používají i tři rovnítka s odlišnou sémantikou porovnání).